# Пу Сунлін
Пу Сунлін (*5 червня 1640, с. Пуцзячжуан — †25 лютого 1715) — китайський письменник-новеліст часів династії Цін.

## Життєпис
Походив з родини торговців. Народився у 1640 році у с. Пуцзячжуан повіту Цзичуань (частина сучасного м. Цзибо провінції Шаньдун). Завдяки статку батька зміг отримати гарну освіту. У 1679 році склав цивільний іспит, отримавши ступінь гоншень. після цього займався переважно викладання, не залишаючи рідного повіту. Лише у 1711 році Пу отримує ступінь суцай. Втім він не особливо прагнув кар'єри, більше часу проводив за створення оповідок та спілкуванню з друзями. Помер 25 лютого 1715 року у рідному селі.

## Творчість
Усього у доробку Пу Сунліна близько 450 оповідок. Більшість з них увійшло до збірки «Оповідання Ляо Чжая про незвичайне» — 431 оповідання. Деякі з них короткі — лише 200–300 ієрогліфів, а деякі — довгі, складаються з декількох тисяч ієрогліфів. У цих оповіданнях Пу Сунлін за допомогою опису лисів-перевертнів зобразив кайдани феодальної моралі і занепад системи державних іспитів, ця книжка повна прагнення до волі особистості. Особливо увагу глядачів привертають оповідання про кохання. У цих оповіданнях зображається кохання між людьми і красунями-лисами, у цих історіях відобразилось бажання молодих розірвати кайдани феодальної моралі («Донька лиса на відданні»).
Є також опис чарівних, але підступних лисів. В оповіданні «Чарівна тога» лис, який вдягається у чарівну тогу з чоловічої шкіри, був вампіром, він пив лише людську кров. Звичайно, наприкінці розповіді люди вбивають цього лихого лиса.
Крім лисів-красунь, у збірці також присутні і так звані «потворні і добрі лиси». В оповіданні «Потворний лис» героїня-перевертень допомагає бідному студенту. Коли бідний студент став жити заможним життям, він наказав витурити потворного лиса. Його невдячний вчинок дуже засмутив лиса. З допомогою своїх чар, лис напав на нього: ця героїня наслала на хлопця злих духів, і він залишився ні з чим. За допомогою цього сюжету Пу Сунлін показав, що дурні вчинки людей завжди мають негативний на них самих вплив.
Пу Сулін зобразив багато жіночих образів у вигляді лисів-перевертнів. Він показав, що лиси мають такі ж якості, що і люди.
«Оповідання Ляо Чжая про незвичайне» перекладені більше 20-ма іноземними мовами і відомі усьому світові. Сюжети багатьох оповідань стали ґрунтом для створення художніх фільмів і спектаклів.
Окрім цієї збірки відомі таки новели, як «Історія шлюбу», «Різні оповіді», «Щоденні народні прикмети», «Історії про привидів».

## Українські переклади
- Ченці-чудотворці. Новели / Пер. з кит. І. Чирко. Київ, Дніпро, 1980. — 381 с.